# Lisa Scaffidi
Lisa Michelle Sanders, coniugata Scaffidi (Perth, 12 febbraio 1960), è una politica australiana, prima sindaca donna di Perth dal 2007 dal 2019.

## Biografia
Diplomata come terapista dentale, ha studiato successivamente presso il Churchlands Primary School e il Methodist Ladies' College.
Ha lavorato come hostess presso la Trans Australia Airlines nel 1980 e successivamente nel settore alberghiero in un ruolo economico; negli anni novanta ha promosso e contribuito a favorire l'esportazione delle pietre semi-preziose. È stata direttrice per lo Stato dell'Australia occidentale del CEDA per oltre 10 anni.
Per due mandati è stata consigliera, prima di contestare la maggioranza dell'epoca; ha assunto il ruolo di sindaca dopo il ritiro del suo predecessore, rimasto 12 anni in carica.
È sposata con Joe Scaffidi, australiano di lontane origini siciliane.